# Sericesthis bisetosa
Sericesthis bisetosa är en skalbaggsart som beskrevs av Britton 1987. Sericesthis bisetosa ingår i släktet Sericesthis och familjen Melolonthidae. Inga underarter finns listade i Catalogue of Life.